# Dolores Moran
Pour les articles homonymes, voir Moran.

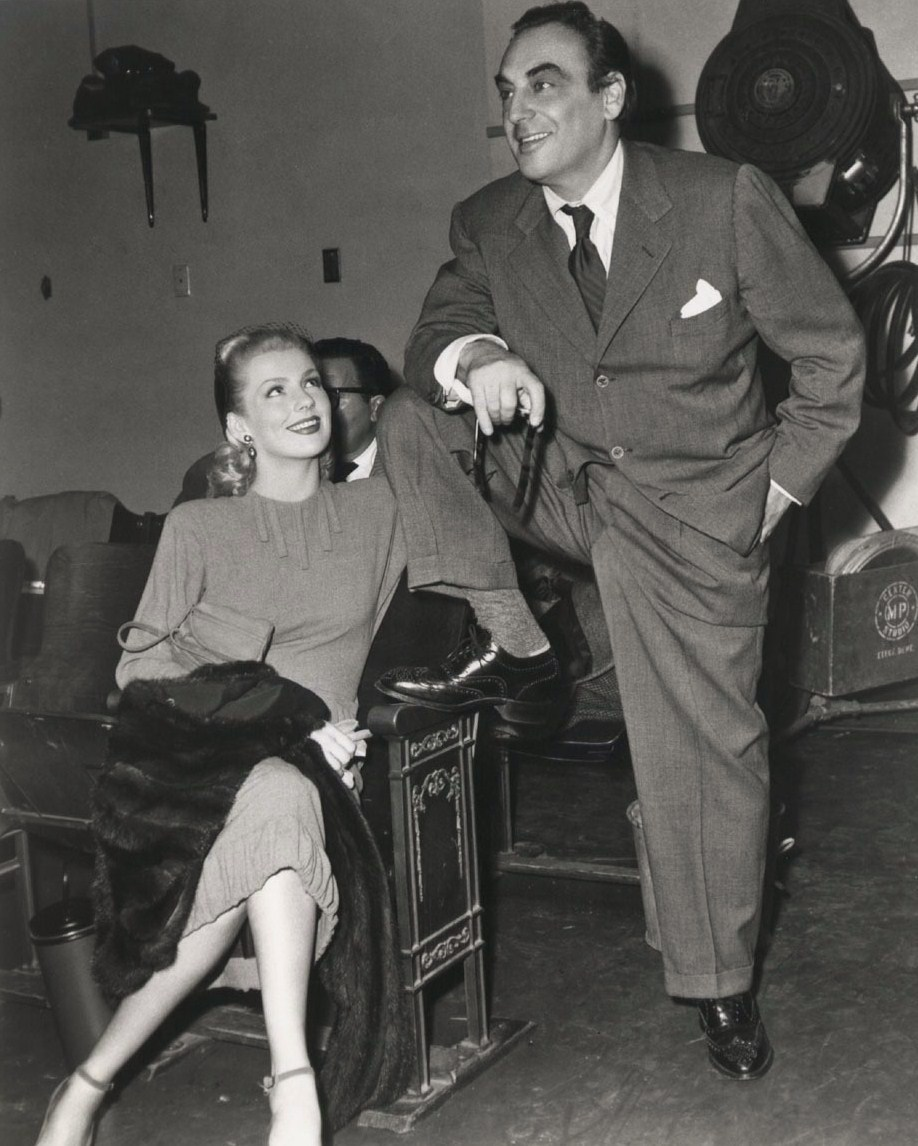
Avec son époux Benedict Bogeaus,
dans les années 1950

Dolores Moran est une actrice américaine, née le 27 janvier 1926 à Stockton (Californie), et morte le 5 février 1982 à Los Angeles, quartier de Woodland Hills, en Californie.

## Biographie
En 1942, à l'âge de seize ans, elle signe avec la permission de ses parents un contrat de sept ans avec les studios Warner Bros. Sa brève carrière au cinéma commence avec un petit rôle non crédité dans Le Mystère du château maudit de George Marshall (avec Bob Hope et Paulette Goddard), sorti en 1940. Elle tient son premier rôle crédité dans L'Impossible Amour de Vincent Sherman (1943, avec Bette Davis et Miriam Hopkins), le deuxième sans doute son plus connu étant celui d’Hélène De Bursac dans Le Port de l'angoisse d'Howard Hawks (1944, avec Humphrey Bogart et Lauren Bacall).
Elle contribue en tout à seulement dix-huit films américains, le dernier étant le western Quatre étranges cavaliers d'Allan Dwan (avec John Payne et Dan Duryea) (1954). Ce film, ainsi que trois autres antérieurs, est produit par Benedict Bogeaus (1904-1968), son époux de 1946 à 1962 (divorce).
À la télévision, Dolores Moran apparaît dans trois séries, de 1952 à 1954, année où elle se retire des écrans.
Elle meurt d'un cancer en 1982, à l'âge de 56 ans.

## Filmographie

### Cinéma
- 1940 : Le Mystère du château maudit (The Ghost Breakers) de George Marshall : la patronne du Las Palmas
- 1942 : La Glorieuse Parade (Yankee Doodle Dandy) de Michael Curtiz
- 1942 : Winning Your Wings de John Huston (Court métrage) : la blonde au dance club
- 1943 : La Manière forte (The Hard Way) de Vincent Sherman : la jeune blonde
- 1943 : Three Cheers for the Girls de Jean Negulesco (Court métrage) : la choriste blonde
- 1943 : L'Impossible Amour (Old Acquaintance) de Vincent Sherman : Deirdre Drake
- 1944 : The Last Ride de D. Ross Lederman : Molly Stevens
- 1944 : Le Port de l'angoisse (To Have and Have Not) d'Howard Hawks : Mme Hélène de Bursac
- 1944 : Hollywood Canteen de Delmer Daves : Elle même
- 1945 : The Horn Blows at Midnight de Raoul Walsh : Une violoniste/Fran Blackstone
- 1945 : Too Young to Know de Frederick de Cordova : Patsy O'Brien
- 1946 : Sans réserve (Without Reservations) de Mervyn LeRoy : Elle-même
- 1946 : Mr. Noisy d'Edward Bernds (court métrage) : Infirmière Chapely
- 1947 : Rendez-vous de Noël (Christmas Eve) d'Edwin L. Marin : Jean Bradford
- 1947 : L'Homme que j'aime (The Man I Love) de Raoul Walsh : Gloria O'Connor
- 1950 : Johnny One-Eye de Robert Florey : Lily White
- 1953 : La Dernière Minute (Count the Hours) de Don Siegel : Paula Mitchener
- 1954 : Quatre étranges cavaliers (Silver Lode) d'Allan Dwan : Dolly

### Télévision
- 1952 : Dangerous Assignment (Série TV) : Marie Picard
- 1952 : My Hero (Série TV) : Rosalind Turner
- 1953-1954 : Mr. & Mrs. North (Série TV) : Ronnie Thompson / Sylvia